# Slaget vid Oderbeltsch
Slaget vid Oderbeltsch var en skärmytsling som utspelades vid byn Oderbeltsch under stora nordiska kriget.
I oktober 1704 hade kung Karl XII efter slaget vid Punitz drivit den sachsiska armén tillbaka till kejserlig mark. Efter en kort tids vila i trakterna kring Punitz beslutade Karl XII för att företa en kort expedition över den schlesiska gränsen med några tusen ryttare, i syfte att överraska de kvardröjande delarna av den sachsiska armén. Först på väg tillbaka till Polen stötte kungens kår på en kosackstyrka på 1 200–2 000 man som var på väg att korsa floden Oder vid den lilla byn Oderbeltsch. Kosackerna, som gick till fots, överrumplades fullständigt och ringades snart in i byn. Då svenskarna anföll utbröt panik bland kosackerna, som dels kastade sig i floden och omkom i den strida strömmen, dels förskansade sig i byns hus. Över två hundra kosacker kapitulerade och tillfångatogs, men de som vägrade ge upp brändes inne i husen. De som försökte fly från husen blev nedhuggna av svenskarna, som själva led en förlust på tre döda och några sårade.